# Selinum candollei
Selinum candollei är en flockblommig växtart som beskrevs av Dc. Selinum candollei ingår i släktet krusfrön, och familjen flockblommiga växter. Inga underarter finns listade i Catalogue of Life.